# Aleksandar Šoštar
Aleksandar Šoštar, cyr. Александар Шоштар (ur. 21 stycznia 1964 w Niszu) – jugosłowiański/serbski piłkarz wodny, zdobywca złotego medalu na Igrzyskach Olimpijskich w Seulu i brązowego medalu na Igrzyskach Olimpijskich w Sydney.